# Lamellae anulatae
Lamellae anulatae komen voor in verschillende soorten cellen. Het zijn celorganellen die bestaan uit regelmatig gerangschikte, parallel lopende opeengepakte
cisternen. De membranen van die cisternen zijn op regelmatige afstanden en over hun volledige lengte doorboord met poriën. Ze zijn afgesloten door een dun septum.
Lamellae anulatae gaan op sommige plaatsen over in de lamellen van het ruw endoplasmatisch reticulum (RER). De membranen van de lamellae anulatae zijn niet bedekt met ribosomen.

## Plaats van voorkomen
- ze komen vaak voor in ongedifferentieerde cellen of stamcellen
- voornamelijk in oöcyten (van vertebraten en invertebraten)
- veelvuldig in kankercellen

## Functie
Ze spelen een rol in de voorbereiding van weefsels om kankercellen te ontvangen. De reden waarom ze vooral in stamcellen voorkomen is omdat de cellen moeten kunnen integreren in verschillende weefsels. De lamellae anulatae spelen daar een rol in.